# Piyawat Intarapim
Piyawat Intarapim (thailändisch ปิยะวัฒน์ อินทรพิมพ์; * 19. März 1988 in Khon Kaen) ist ein thailändischer Fußballspieler.

## Karriere
Piyawat Intarapim erlernte das Fußballspielen in der Jugendmannschaft des Zweitligisten Khon Kaen FC in Khon Kaen. Hier unterschrieb er 2008 auch seinen ersten Vertrag. 2010 wurde er mit dem Club Vizemeister und stieg somit in die Erste Liga, die Thai Premier League, auf. Nach 92 Spielen für Khon Kaen wechselte er 2014 nach Phuket und schloss sich dem Zweitligisten Phuket FC an. Nachdem der Club 2015 den Weg in die Drittklassigkeit antreten musste, verließ er den Verein und unterschrieb einen Vertrag bei seinem ehemaligen Club Khon Kaen FC, der mittlerweile in der Dritten Liga spielte. 2017 wurde er mit dem Verein Meister der Dritten Liga und stieg somit wieder in die Zweite Liga auf. Anfang 2019 unterschrieb er einen Vertrag beim Zweitligisten Sisaket FC in Sisaket. Für Sisaket stand er 2019 dreizehnmal in der zweiten Liga im Tor. Der Ligakonkurrent Samut Sakhon FC, der in Samut Sakhon beheimatet ist, nahm ihn Anfang 2020 unter Vertrag. Hier stand er 12-mal in der zweiten Liga im Tor. Ende Dezember 2020 verließ er Samut Sakhon und ging nach Bangkok. Hier schloss er sich dem ebenfalls in der zweiten Liga spielenden MOF Customs United FC an. Für die Customs stand er bis Ende Mai 2021 unter Vertrag. Am 1. Juni 2021 wechselte er in die erste Liga, wo er sich dem Suphanburi FC aus Suphanburi anschloss. Dort kam er nur in einem Pokalspiel gegen den Chiangmai United FC (3:2) zum Einsatz. Am Ende der Saison 2021/22 belegte er mit dem Verein den 16. Tabellenplatz und musste somit in die zweite Liga absteigen. Nachdem er in der ersten Liga nicht zum Einsatz gekommen war, war er mit 32 Einsätzen in der zweiten Liga Stammtorwart. Nach der Saison wurde sein Vertrag im Sommer 2023 nicht verlängert. Am 11. Juli 2023 verpflichtete ihn der dritten Liga spielende Mahasarakham FC. Mit dem Klub aus Maha Sarakham spielt er in der North/Eastern Region der Liga. Die Saison 2023/24 wurde man Vizemeister der Region. In den Aufstiegsspielen konnte man sich durchsetzen und stieg in die zweite Liga auf. Für Mahasarakham bestritt er zwanzig Ligaspiele. Am 20. Mai 2024 gab er seinen Abschied bei Mahasarakham bekannt, da sein Vertrag nicht verlängert wurde. Am 8. August 2024 nahm ihn der Zweitligist Pattaya United FC unter Vertrag. Hier stand er eine Spielzeit unter Vertrag und bestritt zwölf Ligaspiele. Im August 2025 nahm ihn der ebenfalls in der Erstligaabsteiger Khon Kaen United FC unter Vertrag.

## Erfolge
Khon Kaen FC
- Thailändischer Zweitligavizemeister: 2010  ▲
- Thai League 3 – Upper Region: 2017  ▲